# Frauenwald
Frauenwald é uma vila e antigo município da Alemanha localizado no distrito de Ilm-Kreis, estado da Turíngia.  Pertencia ao Verwaltungsgemeinschaft de Rennsteig. Desde julho de 2018, forma parte do município de Ilmenau.